# 기계재료
기계재료는 기계나 구조물의 제작에 사용되는 각종 재료를 말한다.

## 분류
금속과 비금속으로 크게 구분을 하며, 금속재료는 철(Fe)을 함유한 철강재료와 비철금속재료로 구분된다. 철강재료는 탄소의 함유량에 따라 순철, 강, 주철 크게 3가지로 구분된다.

### 금속재료

#### 철강재료
- 순철 - 0.02% 이하
- 강 - 탄소강(C), 합금강
- 주철 - 보통주철, 특수주철

#### 비철금속재료
- 구리(Cu)
- 알루미늄(Al)
- 마그네슘(Mg)
- 타이타늄(Ti)
- 니켈(Ni)
- 아연(Zn), 납(Pb), 주석(Sn)
- 수은(Hg)
- 귀금속(금(Au), 은(Ag), 백금(Pt) 등)

### 비금속재료
- 무기질 재료 - 유리, 시멘트, 석재 등의 불연성 재료
- 유기질 재료 - 플라스틱, 목재, 고무, 피혁, 직물 등의 가연성 재료

#### 무기질
- 유리
- 석회, 시멘트
- 암석류

## 같이 보기
- 기계